# 1次元
1次元（いちじげん、一次元）は、空間の次元が1であること。次元が1である空間を1次元空間と呼ぶ。
なおこのページでの空間とは、物理空間に限らず、数学的な一般の意味での空間であり、さまざまなものがある（詳細は「次元」を参照）。

## 1次元図形の例
- 直線
- 円周
- 曲線

## 1次元の例
身近な1次元には、次のようなものがある。
- 数直線は1次元である。
- 時間は1次元である。
- ベクトルは1次元に並べたスカラーで表される。

## 1次元の特徴
1次元には、次のような特徴がある。
- 空間での位置がスカラーで表される唯一の次元数である。